# Parafia Matki Boskiej Różańcowej w Sosnowcu
Parafia Matki Boskiej Różańcowej w Sosnowcu – mariawicka parafia diecezji śląsko-łódzkiej Kościoła Starokatolickiego Mariawitów w RP.
Siedziba parafii oraz kościół parafialny znajdują się w Sosnowcu w województwie śląskim. Proboszczem parafii jest kapłan Henryk Maria Antoni Staroszyński.

## Historia

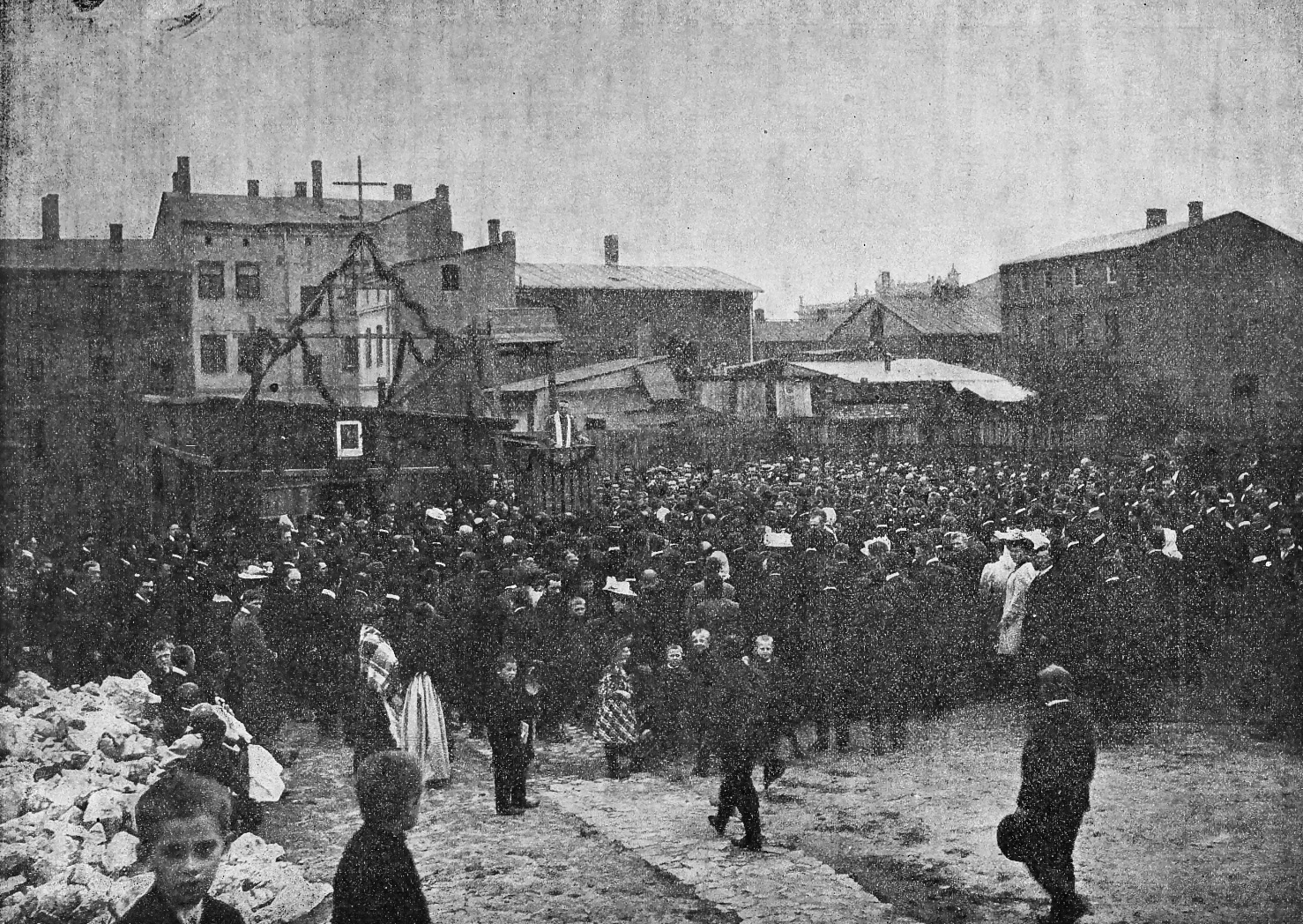
Prowizoryczna kaplica mariawicka w Pogoni w 1908

Dokonane w 1906 uniezależnienie od Kościoła rzymskokatolickiego, pomimo systemu represji, zaowocowało organizowaniem przez mariawitów własnych parafii, z których jedną była parafia w Sosnowcu. Parafia powstała w 1906 i w jej skład weszło wówczas około 100 rodzin wiernych, w tym samym roku założony został także cmentarz mariawicki w Sosnowcu. W początkowym okresie nie posiadała własnego proboszcza i pozostawała administrowana m.in. kapł. Wacława Żebrowskiego z parafii Warszawie (do 1912), a posługi na miejscu prowadził on sam, dojeżdżając z Warszawy, a także inni kapłani. Następnie parafia pozyskała wikariusza zamieszkałego na miejscu, którym został kapł. Roman Żmudzki. Od 1912 parafia była administrowana przez proboszcza parafii w Niesułkowie, kapł. Jana Kaczyńskiego.
Parafia początkowo pozbawiona była własnego miejsca sprawowania nabożeństw. 15 sierpnia 1908 na przedmieściu Pogoń miała miejsce uroczystość poświęcenia tymczasowej kaplicy mariawickiej zlokalizowanej przy ul. Żytniej, powstało tam również mieszkanie dla kapłana. Służbę w parafii prowadzili wówczas kapłani ks. Czesław Czerwiński, ks. Adam Furmanik, ks. Wacław Żebrowski i ks. Józef Poradowski. W związku ze zbyt małą powierzchnią kaplicy w stosunku do ilości miejscowych wiernych, jeszcze w tym samym roku została ona powiększona, na skutek czego doszło do podwojenia jej powierzchni. Powstały wówczas również plany budowy murowanego kościoła, które zostały przedłożone do aprobaty władz państwowych. W 1908 według szacunków kościoła rzymskokatolickiego Sosnowiec zamieszkiwało około 4000 mariawitów, natomiast strona mariawicka wskazywała na znacznie większą liczbę.
W 1909 mariawici przystąpili w Wygwizdowie (znanym wówczas pod obiegową nazwą „Osada Pruska”, a w nomenklaturze urzędniczej „Nowa Pogoń”) do budowy kościoła, który konsekrowano w 1910. Wkrótce po tym obiekt został zdemolowany przez katolików. Nie były to pierwsze zamieszki na tle wyznaniowym w tej części Pogoni. Podobnie potraktowano ewangelików, którzy w końcu XIX wieku zagospodarowali część Wygwizdowa na swe ubogie domy. W 1910 w Sosnowcu założona została mariawicka ochronka dla dzieci. W 1911 mariawici stanowili około 1% mieszkańców Sosnowca. Według stanu na 1912 parafia prowadziła ochronkę dla dzieci oraz sklep spożywczy, dysponowała również murowanym domem parafialnym. Wobec nieustającego systemu represji część sosnowieckich mariawitów wkrótce przeszła na katolicyzm.
W 2005 do parafii należało 10 wiernych.